# Rio Archita
O Rio Archita é um rio da Romênia afluente do rio Târnava Mare, localizado no distrito de Mureş.